# La Roche-Neuville
La Roche-Neuville é uma comuna francesa na região administrativa do País do Loire, no departamento de Mayenne. Estende-se por uma área de 28.67 km². Em 2010 a comuna tinha 1 212 habitantes (densidade: 42,3 hab./km²).
Foi criada em 1 de janeiro de 2019, a partir da fusão das antigas comunas de Loigné-sur-Mayenne (sede da comuna) e Saint-Sulpice.